# Prose

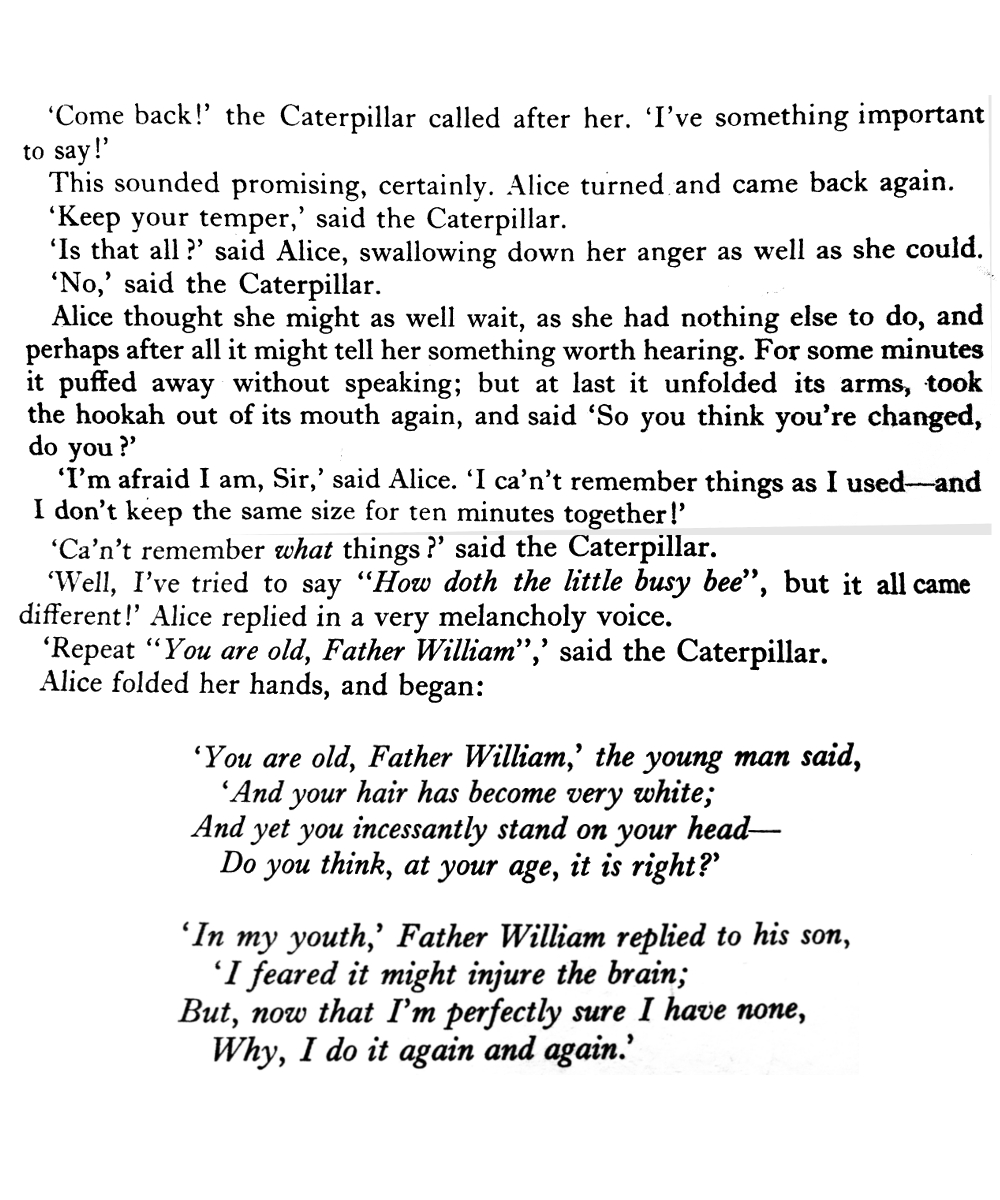
Un échantillon de texte pour illustrer la différence entre la prose et les vers.

La prose est la forme ordinaire du discours oral ou écrit, non astreinte aux règles de la versification, de la musicalité et du rythme qui sont propres à la poésie. Elle doit néanmoins respecter les règles de la grammaire et peut présenter une des grandes gammes de qualité stylistique et de nuances prosodiques, selon les efforts ou la culture de l'auteur ou du locuteur.

## Langue
L'origine du mot prose est ancienne. Au Ier siècle, Quintilien l'employait pour signifier « forme de discours non assujetti aux règles de la poésie. ». Puis, l'emploi en tant qu'adjectif prosus, prosa, prosum apparut dans l'écriture d'Avianus au VIe siècle, en exprimant direct, sans détour.
« Tout ce qui n'est pas prose est vers et tout ce qui n'est point vers est prose »
Molière, Le Bourgeois gentilhomme, acte II, scène IV.
S'appliquant à l'expression commune, le mot prose peut avoir un sens péjoratif (exemple : « la prose administrative »). Il se rencontre aussi dans un emploi métaphorique pour désigner quelque chose de banal et sans relief ; ce qu'exprime l'adjectif « prosaïque ».

### Littérature
La prose, utilisée dans tous les genres littéraires, peut bien sûr apparaître comme un vrai travail stylistique allant jusqu'à la prose poétique comme  chez Rousseau, Chateaubriand ou Giono. 
Rapide typologie textuelle :
- Récit
  - Fiction : roman, nouvelle, conte...
  - Non-fiction : biographie, autobiographie, confession, mémoires, témoignage, reportage...
  - Description
- Poésie narrative : épopée, fable, apologue...
- Théâtre : théâtre, théâtre-récit (théâtre de narration)...
- Littérature d'idées, textes argumentatifs, dialogue, discours, essai, journal intime, pamphlet, plaidoyer/plaidoirie, prêche/sermon, traité...
- Formes brèves : pensées, confession, micronouvelle...

### Poème en prose
Le poème en prose est né au XIXe siècle avec deux recueils assez différents sur le plan esthétique, tous deux publiés à titre posthume. Le premier, publié en 1840 et intitulé "Le Centaure", a pour auteur Maurice de Guérin, suivi, deux ans plus tard par  le recueil de poèmes Gaspard de la nuit d'Aloysius Bertrand.
Le poème en prose est une manière assez libre de s'exprimer (vers inégaux, pas de rime, pas de strophe), tout en employant des procédés stylistiques qui marquent la capacité de l'auteur dans son œuvre poétique. L'exemple le plus connu est Le Spleen de Paris de Charles Baudelaire, qui reste un cas particulier chez ce poète s'exprimant habituellement en vers.
Francis Ponge propose le terme de proème pour qualifier sa poésie écrite en prose. Il propose des poèmes en prose ayant une certaine rythmicité.

## Musique
Pour la musique, le terme prose signifie principalement deux catégories différentes. Le chant en prose est, tout comme le discours en prose, un chant non versifié, sans reprises, sans refrain, tel le chant grégorien. Il s'agit du synonyme du mot latin in directum. D'autre part, la prose est un chant syllabique et le synonyme de la séquence.